# Tribunal Superior de Justicia de Canarias
El Tribunal Superior de Justicia de Canarias (TSJC) es el máximo órgano del poder judicial en la comunidad autónoma española de Canarias. Tiene su sede en Las Palmas de Gran Canaria.

## Historia
Su antecedente más directo fueron las antiguas Audiencias Territoriales nacidas en 1812. El Tribunal Superior de Justicia de Canarias fue creado en 1985 a partir del artículo 26 de la Ley Orgánica del Poder Judicial, constituyéndose el 23 de mayo de 1989.

## Competencias
El Tribunal Superior de Justicia de Canarias es el órgano jurisdiccional en que culmina la organización judicial en la comunidad autónoma, sin perjuicio de la competencia reservada al Tribunal Supremo.

## Salas
El alto tribunal de Canarias se divide en los siguientes departamentos:
- Sala de Gobierno
- Sala de lo Civil y Penal
- Sala de lo Contencioso-Administrativo
- Sala de lo Social

## Sede

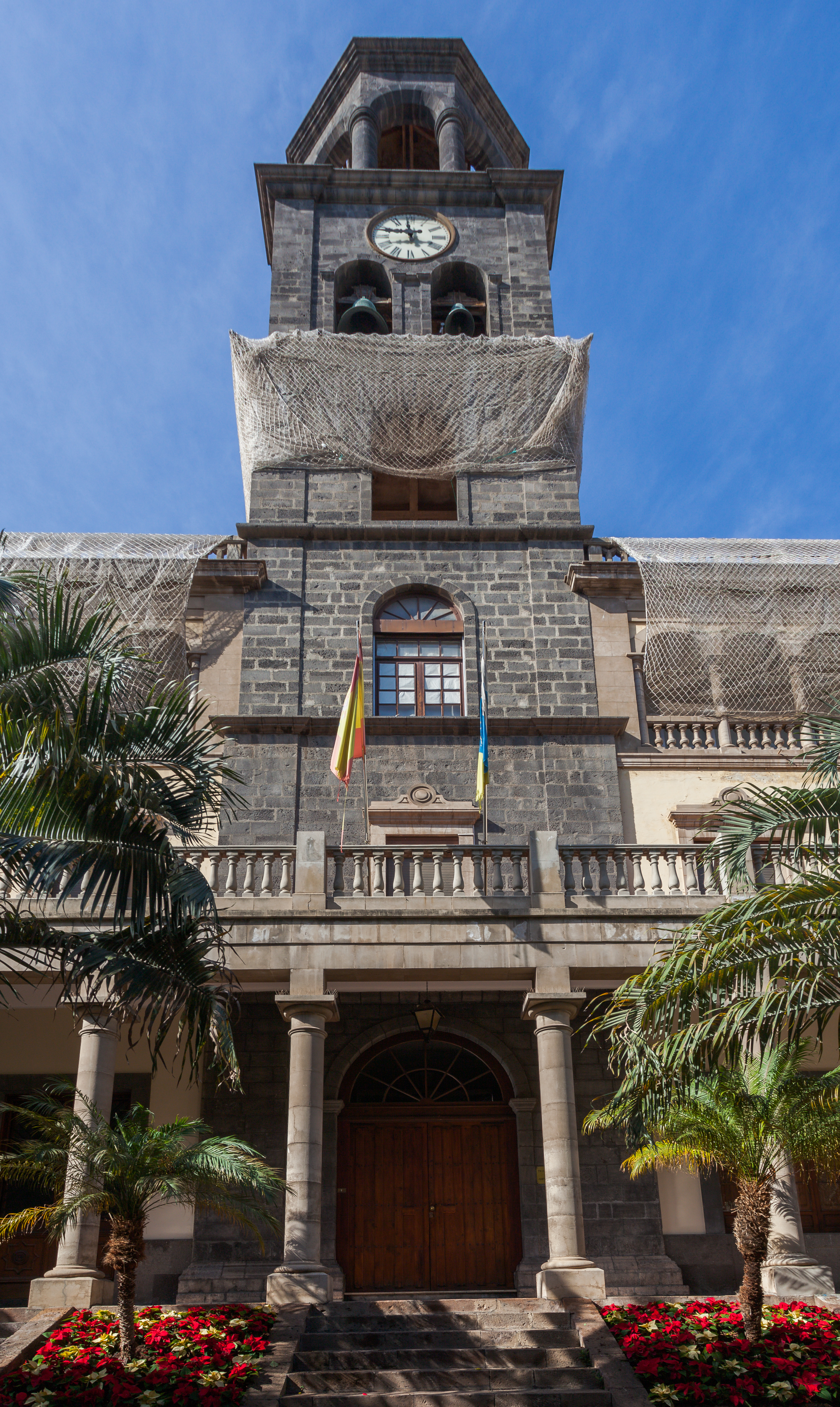
Sede del Tribunal Superior de Justicia en Santa Cruz de Tenerife.

El TSJC tiene su sede en el corazón de Vegueta, el barrio más antiguo de Las Palmas de Gran Canaria. En Santa Cruz de Tenerife se encuentra una de las salas de lo Contencioso Administrativo y una de las salas de lo Social.

## Presidencia
El actual presidente del Tribunal Superior de Justicia de Canarias es Juan Luis Lorenzo Bragado.